# Казе Сан Леополдо (Гросето)
Казе Сан Леополдо је насеље у Италији у округу Гросето, региону Тоскана.
Према процени из 2011. у насељу је живело 15 становника. Насеље се налази на надморској висини од 479 м.